# Mats Wenzel
Mats Wenzel (født 19. december 2002) er en cykelrytter fra Luxembourg, der er på kontrakt hos Equipo Kern Pharma.
Han har været national juniormester i cykelcross og enkeltstart.